# Братская улица (Санкт-Петербург)
Бра́тская улица — улица в Красногвардейском районе Санкт-Петербурга. Проходит от Камышинской до Поселковой улицы. Поделена на две неравные части Кольцевой автомобильной дорогой. Застроена малоэтажными домами.

## История
До 1958 года проезд не имел названия, представляя собой дорогу, проходившую по территории 2-го и 3-го Посёлков. Она получила название Братская улица 14 августа 1958 года, «в честь строительства Братской ГЭС» в городе Братск.
На рубеже XIX–XX веков на улице был возведён комплекс построек Главного артиллерийского и Морского полигонов. К нему относились современные дома 1, 3, 5, 10, 12, 13, 14, 16, 18, 19, 23, 24, 26З, 27, 28, 33. Преимущественно представляют собой одноэтажные здания в кирпичном стиле.

## Транспорт
Ближайшая к Братской улице станция метро — «Ладожская», ближайшая железнодорожная станция — Ржевка.

## Пересечения
- Камышинская улица
- Всеволожская улица
- Поселковая улица